# Julius Lippert
Julius Lippert (Basilea, Suiza, 9 de julio de 1895- Bad Schwalbach, Alemania occidental, 30 de junio de 1956) fue un militar y político alemán, Presidente de Berlín y miembro del Partido Nacionalsocialista durante el Tercer Reich.

## Biografía

### Primeros años y Primera Guerra Mundial
Nacido en Basilea, Suiza, se convirtió en un antijudío extremo en su juventud después de leer a los filósofos antijudíos Joseph Arthur, conde de Gobineau, y Houston Stewart Chamberlain. Se alistó en el Ejército alemán y luchó en la Primera Guerra Mundial, siendo herido dos veces.Terminó la guerra como segundo teniente.

### Partido Nacionalsocialista
En 1922, Lippert participó en el asesinato del Ministro de Asuntos Exteriores Walther Rathenau y finalmente entró en el NSDAP. Se hizo prominente en el NSDAP debido a su antisemitismo rabioso y su conexión con Joseph Goebbels. En 1933, fue nombrado Reichskommissar de Berlín, purgó al gobierno de oposición de la capital y fue responsable de gran parte de la temprana persecución de los judíos en Berlín. También fue el jefe de propaganda en el sureste de Alemania. Fue nombrado formalmente alcalde de Berlín el 5 de enero de 1937, aunque había sido el gobernante de facto de la ciudad durante siete años. 
En 1936, Lippert supervisó los Juegos Olímpicos e intentó causar una buena impresión en los turistas. Sin embargo, sus luchas de poder con políticos más poderosos conducirían a su caída. En 1937, Goebbels llegó a detestar a Lippert por su comportamiento. Por último, Lippert discutió con Adolf Hitler y Albert Speer en 1940 sobre la reorganización de Berlín, lo que condujo a su despido. Según Speer, Hitler, que se había vuelto cada vez más hostil hacia él, expresó sus frustraciones al sugerir que "Lippert es un incompetente, un idiota, un fracaso, un cero".
Su salida de un puesto tan prominente causó rumores de que Lippert había sido ejecutado. En su lugar, se alistó a la Wehrmacht y fue transferido a Bélgica, donde fue comandante de Arlon durante marzo de 1943 y agosto de 1944. Sin embargo, el papel principal de Lippert en la guerra fue organizar propaganda radiofónica en Belgrado. 

### Posguerra
Después de la guerra, fue extraditado a Bélgica en enero de 1946 para ser juzgado. Fue sentenciado a seis años de trabajos forzados el 29 de junio de 1951 por participar en crímenes de guerra. Aunque la sentencia se incrementó a ocho años a principios de 1952, fue puesto en libertad el 15 de abril de 1952, ya que para entonces la mayor parte de su tiempo había sido cumplido en el cautiverio belga. Posteriormente fue clasificado como activista nazi por un tribunal de desnazificación. Dio una conferencia en las universidades hasta su muerte el 30 de junio de 1956, en Bad Schwalbach.